# Acidiplasma
Genre
Classification phylogénétique
- Classe : Thermoplasmata
  - Ordre : Thermoplasmatales
    - Famille : Ferroplasmaceae
      - Genre : Acidiplasma
      - Genre : Ferroplasma

    - Famille : Picrophilaceae
      - Genre : Picrophilus

    - Famille : Thermoplasmataceae
      - Genre : Thermoplasma

Espèces de rang inférieur
- Acidiplasma aeolicum

Acidiplasma est un genre d'archées acidophiles de la famille des Ferroplasmaceae.